# Koós Gábor
Koós Gábor (Budapest, 1986. február 9. –) magyar labdarúgó, csatár.

## Sikerei, díjai
- Budapest Honvéd:
  - Magyar kupagyőztes: 2007
- Egri FC:
  - NBII bajnok: 2011–12